# Hổ Vĩ

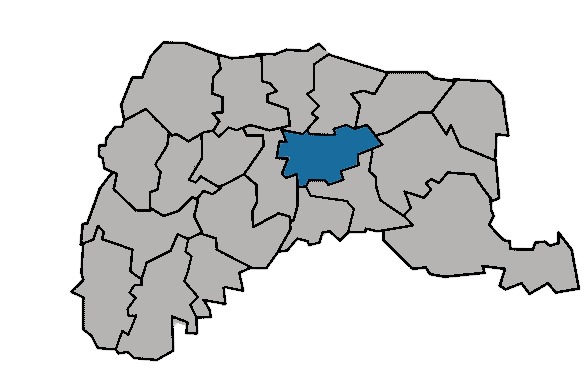
Vị trí tại Vân Lâm

Hổ Vĩ (tiếng Trung: 虎尾鎮; bính âm: Hǔwěi Zhèn) là một trấn của huyện Vân Lâm, tỉnh Đài Loan, Trung Hoa Dân Quốc (Đài Loan). Hương có địa hình bằng phẳng và nằm ven dòng sông Bắc Cảng thuộc vùng đồng bằng Gia Nam. Tổng diện tích của Hổ Vĩ là 68,7420 km², dân số vào tháng 8 năm 2011 là 70.104 ngườ thuộc 22.779 hộ gia đình, mật độ cư trú đạt 1019,8 người/km². Trong thời kỳ thuộc địa của Nhật Bản, Hổ Vĩ là một trung tâm của ngành sản xuất đường.